# Unterseeboot 321
Le Unterseeboot 321 (ou U-321) est un sous-marin allemand (U-Boot) de type VII.C/41 utilisé par la Kriegsmarine (marine de guerre allemande) pendant la Seconde Guerre mondiale.

## Construction
L'U-321 est un sous-marin océanique de type VII.C/41. Construit dans les chantiers de Flender Werke AG à Lübeck, la quille du U-321 est posée le 21 janvier 1943 et il est lancé le 27 novembre 1943. L'U-321 entre en service 2 mois plus tard.

## Historique
Mis en service le 20 janvier 1944, l'Unterseeboot 321 reçoit sa formation initiale à Stettin dans la 4. Unterseebootsflottille jusqu'au 28 février 1945, puis l'U-321 rejoint son unité de combat dans la 11. Unterseebootsflottille à Bergen.
L'U-321 effectue deux patrouilles, sous les ordres de l'Oberleutnant zur See Fritz Berends, dans lesquelles il n'a ni coulé, ni endommagé de navire ennemi au cours de ses 28 jours en mer.
Il réalise sa première patrouille en quittant Kiel le 1er mars 1945. Il arrive à Horten en Norvège après 9 jours en mer, le 9 mars 1945.
Puis, le  15 mars 1945, il quitte Horten pour sa deuxième patrouille. Après 19 jours en mer, l'U-321 est coulé le 2 avril 1945 au sud-ouest de l'Irlande à la position géographique de 50° 00′ N, 12° 57′ O par des charges de profondeur lancées d'un bombardier Vickers Wellington polonais (Squadron 304/Y). 
Les 41 membres d'équipage meurent dans cette attaque.

## Affectations successives
- 4. Unterseebootsflottille à Stettin du 20 janvier 1944 au 28 février 1945 (entrainement)
- 11. Unterseebootsflottille à Bergen du 1er mars au 2 avril 1945 (service actif)

## Commandement
- Kapitänleutnant Ulrich Drews du 20 janvier à août 1944
- Oberleutnant zur See Fritz Berends de août 1944 au 2 avril 1945

## Patrouilles
|       | Commandant          | Départ        | Départ | Arrivée      | Arrivée | Jours    | Succès |
| ----- | ------------------- | ------------- | ------ | ------------ | ------- | -------- | ------ |
| 1     | Oblt. Fritz Berends | 1er mars 1945 | Kiel   | 9 mars 1945  | Horten  | 9 jours  |        |
| 2     | Oblt. Fritz Berends | 15 mars 1945  | Horten | 2 avril 1945 | Coulé   | 19 jours |        |
| Total | Total               | Total         | Total  | Total        | Total   | 28 jours | 0 t    |

Note : Oblt. = Oberleutnant zur See

### Opérations Wolfpack
L'U-321 n'a pas opéré avec les Wolfpacks (meute de loups) durant sa carrière opérationnelle.

## Navires coulés
L'Unterseeboot 321 n'a ni coulé, ni endommagé de navire ennemi au cours des 2 patrouilles (18 jours en mer) qu'il effectua.

### Source et bibliographie
- (en) Cet article est partiellement ou en totalité issu de l’article de Wikipédia en anglais intitulé « German submarine U-321 » (voir la liste des auteurs).
- Chris Bishop, historien militaire (trad. de l'anglais par Christian Muguet), Les sous-marins de la Kriegsmarine : 1939-1945 : le guide d'identification des sous-marins [« The spellmount submarine identification guide : Kriegsmarine U-boats 1939-1945 »], Paris, Éd. de Lodi, 2008, 192 p. (ISBN 978-2-84690-327-1, OCLC 470721805, BNF 41298980)